# Emancipatie
Emancipatie (van het Latijnse emancipatio), ook wel ontvoogding, is het streven naar een volwaardige plaats in de samenleving, vanuit een achtergestelde positie. Dit kan op individueel niveau, maar meestal wordt deze term gebruikt op het niveau van een maatschappelijke groep, bijvoorbeeld vrouwen, arbeiders, katholieken. 
Onderscheid dient gemaakt te worden tussen juridische emancipatie via wetgeving, en sociaal-maatschappelijke emancipatie in de dagelijkse werkelijkheid. Het proces van emancipatie begint met het herkennen van ongelijkheid en het verzet hiertegen door een emancipatiebeweging. De verwerving of toekenning van juridische gelijkheid is een belangrijke stap in de verwerving van daadwerkelijke gelijkheid. Er zijn verschillende manieren om deze gelijkheid te behalen. Zo benadrukken en benadrukten verschillende groepen hun eigen respectabiliteit om aan te geven dat ze voor gelijke rechten in aanmerking moesten komen.

## Etymologie
Emancipatio is een samenstelling van het Latijns voorzetsel 'e' (uit) en de woorden manus (hand) en capere (nemen). De Nederlandse term handlichting wordt nog altijd gebruikt voor de verlening van juridische handelingsbekwaamheid aan een minderjarige.

## Voorbeelden in de Nederlandse context

### Emancipatie van joden
Met de burgerlijke gelijkstelling van 1796 nam Nederland de emancipatie van de (eeuwenlang hier verblijvende) Joden au sérieux. Die maakten toen 2,5% uit van de bevolking. Voor het eerst konden ze lid worden van de gilden. Met de opkomst rond de eeuwwisseling (1900) van het socialisme en de vakbeweging, waarin veel Nederlandse Joden actief waren, keerde langzaam iets ten goede aan de positie van de bevolkingsgroep als geheel. De 20e eeuw kent tegelijkertijd ook een dieptepunt in de emancipatie van de joden als gevolg van vigerend antisemitisme, wetenschappelijk racisme en Nazi-bevolkingspolitiek.

### Emancipatie van katholieken
Ook de strijd voor gelijkberechtiging van de katholieken in Nederland, inclusief de restauratie van de bisdommen in 1853 wordt emancipatie genoemd. Ten tijde van de Republiek der Verenigde Nederlanden (1581-1795) werden katholieken achtergesteld omdat ze geen lid waren van de hervormde staatskerk. Katholieken mochten daardoor geen overheidsfuncties bekleden en alleen schuilkerken werden, vaak tegen betaling van een hoog recognitiegeld, gedoogd. De Grondwetsherziening van 1848, die vrijheid van vereniging  en vergadering en vrijheid van meningsuiting als grondrechten erkende en de macht van de Koning inperkte, opende de weg voor de emancipatie van de katholieken in Nederland.

### Emancipatie van slaven

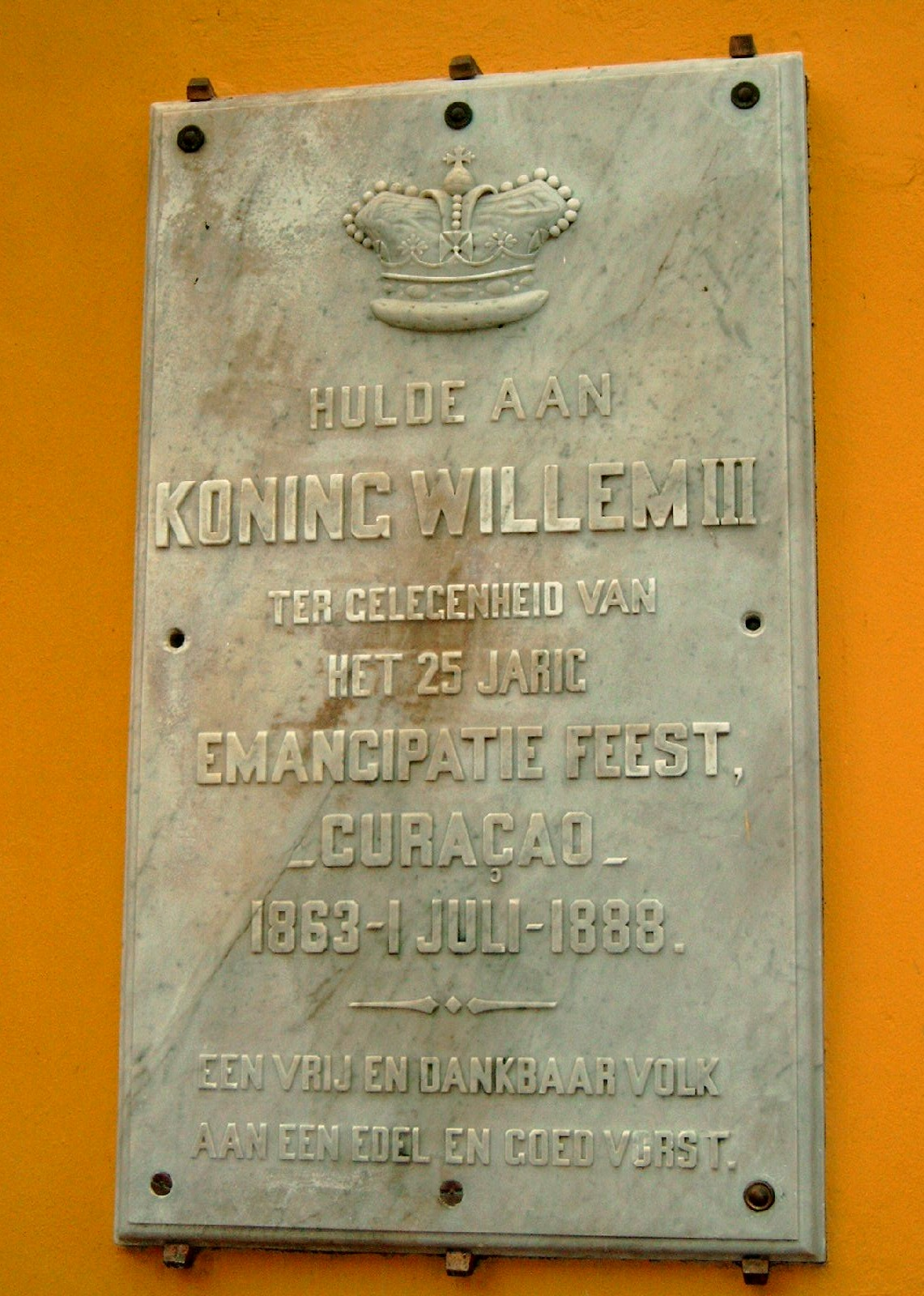
Gedenksteen van het 25-jarig Emancipatiefeest in 1888 op Curaçao

Met de Emancipatiewet van 1 juli 1863 werd de slavernij afgeschaft in de Nederlandse koloniën Suriname en de Nederlandse Antillen. Daadwerkelijke vrijheid en gelijkberechtiging was er echter nog niet. De Surinaamse plantageslaven, bijvoorbeeld, werden nog onder 'staatstoezicht' gesteld (dit gold niet voor de 11.654 slaven op de eilanden Aruba, Bonaire, Curaçao, Sint Eustatius, Sint Maarten en Saba). Nazaten van deze 'vrijgemaakten' zetten na de laatste eeuwwisseling de zwarte emancipatiebeweging in Nederland voort. Deze heeft onder meer geleid tot diverse Nederlandse excuses voor het koloniale verleden. 

### Emancipatie van de vrouw
De maatschappelijke en politieke stroming die de emancipatie van vrouwen nastreeft heet feminisme. Gedurende een groot deel van de 20e eeuw speelde het verkrijgen van gelijke rechten voor de vrouw ten opzichte van de man een grote rol in de maatschappij. Dit proces is nog altijd niet afgerond.

### Emancipatie van homoseksuelen
Homoseksualiteit werd en wordt in veel culturen afgekeurd, waardoor homoseksuelen vaak slachtoffer zijn van achterstelling, discriminatie of zelfs vervolging. Sinds de 19e eeuw hebben in de westerse wereld homo's en lesbiennes zich hiervan proberen te bevrijden. Deze emancipatiebeweging heeft een kleine, maar veelkleurige homocultuur doen ontstaan. In Nederland speelde jhr. Jacob Schorer hierbij een belangrijke rol, onder andere door de oprichting van het Nederlandsch Wetenschappelijk Humanitair Komitee (NWHK) in 1912. Dit was de voorloper van het 'Cultuur- en Ontspannings Centrum' (COC) in 1949. Vanaf de jaren zeventig van de 20e eeuw werd de homo-emancipatie zichtbaar gemaakt door de jaarlijkse Gay Pride Parade, die in vele landen navolging heeft gekregen. 

### Emancipatie van moslims
Door de komst van gastarbeiders en -later- gezinsherenigingen is in Nederland een moslimgemeenschap ontstaan. Door de inzet van latere generaties is deze zich gaan emanciperen. Verschillende organisaties hebben zich ingezet voor gelijke behandeling en tegen discriminatie (bv op de arbeidsmarkt) zoals de PvdA, Vluchtelingewerk en Moskee-besturen. Dat deze emancipatie voor een deel is geslaagd zien we terug in bijvoorbeeld het burgemeesterschap van Rotterdam (Aboutaleb) en de samenstelling van de Tweede Kamer.

### Emancipatie van psychiatrisch cliënten
De sociale beweging die de emancipatie van psychiatrisch cliënten nastreeft heet cliëntenbeweging. In de jaren 70 werd ook wel de naam gekkenbeweging gebruikt. Voorbeelden van een organisaties die zich inzette voor de emancipatie van psychiatrisch cliënten zijn Stichting Pandora en de Cliëntenbond. 